# استنفورد ئی. ووسلی
 استنفرد ای ووسلی (انگلیسی: Stanford E. Woosley؛ زاده ۸ دسامبر ۱۹۴۴) یک فیزیک‌دان، و پروفسور اخترشناسی و اخترفیزیک اهل ایالات متحده آمریکا است.